# Сова Тетяна Миколаївна
Тетяна Миколаївна Сова (ур. Ріжко; нар. 14 лютого 1998) — українська борчиня вільного стилю, чемпіонка Європи 2022 року.

## Спортивні результати на міжнародних змаганнях

### Виступи на Олімпіадах
| Змагання                    | Збірна  | Вагова категорія          | Місце |
| --------------------------- | ------- | ------------------------- | ----- |
| Літні Олімпійські ігри 2024 | Україна | жіноча боротьба, до 68 кг | 11    |

### Виступи на чемпіонатах світу
| Змагання                        | Збірна  | Вагова категорія       | Місце |
| ------------------------------- | ------- | ---------------------- | ----- |
| Чемпіонат світу з боротьби 2021 | Україна | жіноча боротьба, 65 кг | 11    |
| Чемпіонат світу з боротьби 2022 | Україна | жіноча боротьба, 65 кг | 7     |
| Чемпіонат світу з боротьби 2023 | Україна | жіноча боротьба, 68 кг | 11    |

### Виступи на чемпіонатах Європи
| Змагання                         | Збірна  | Вагова категорія       | Місце  |
| -------------------------------- | ------- | ---------------------- | ------ |
| Чемпіонат Європи з боротьби 2021 | Україна | жіноча боротьба, 65 кг | Срібло |
| Чемпіонат Європи з боротьби 2022 | Україна | жіноча боротьба, 65 кг | Золото |
| Чемпіонат Європи з боротьби 2023 | Україна | жіноча боротьба, 65 кг | Бронза |
| Чемпіонат Європи з боротьби 2024 | Україна | жіноча боротьба, 68 кг | Срібло |

### Виступи на інших змаганнях
| Змагання                                     | Збірна  | Вагова категорія          | Місце  |
| -------------------------------------------- | ------- | ------------------------- | ------ |
| Київський Міжнародний турнір з боротьби 2017 | Україна | жіноча боротьба, до 58 кг | 10     |
| Київський Міжнародний турнір з боротьби 2018 | Україна | жіноча боротьба, до 59 кг | Срібло |
| Турнір Дана Колова — Николи Петрова 2019     | Україна | жіноча боротьба, до 65 кг | 7      |
| Відкритий чемпіонат Польщі з боротьби 2019   | Україна | жіноча боротьба, до 62 кг | Бронза |
| Всесвітні ігри військовослужбовців 2019      | Україна | жіноча боротьба, до 68 кг | 5      |
| Кубок світу з боротьби 2019                  | Україна | команда                   | 5      |
| Київський Міжнародний турнір з боротьби 2020 | Україна | жіноча боротьба, до 65 кг | Срібло |
| Кубок світу з боротьби 2020                  | Україна | жіноча боротьба, до 65 кг | Золото |
| Київський Міжнародний турнір з боротьби 2021 | Україна | жіноча боротьба, до 62 кг | 10     |
| Турнір Маттео Пелліконе 2022                 | Україна | жіноча боротьба, до 65 кг | Золото |
| Кубок світу з боротьби 2022                  | Україна | команда                   | Золото |
| Турнір Ібрагіма Мустафи 2023                 | Україна | жіноча боротьба, до 65 кг | Золото |

### Виступи на змаганнях молодших вікових груп
| Змагання                                       | Збірна  | Вагова категорія          | Місце  |
| ---------------------------------------------- | ------- | ------------------------- | ------ |
| Чемпіонат Європи з боротьби серед кадетів 2014 | Україна | жіноча боротьба, до 52 кг | Золото |
| Чемпіонат Європи з боротьби серед кадетів 2014 | Україна | жіноча боротьба, до 56 кг | Бронза |
| Чемпіонат світу з боротьби серед кадетів 2014  | Україна | жіноча боротьба, до 56 кг | 5      |
| Чемпіонат світу з боротьби серед кадетів 2015  | Україна | жіноча боротьба, до 56 кг | Бронза |
| Чемпіонат Європи з боротьби серед юніорів 2018 | Україна | жіноча боротьба, до 59 кг | Срібло |
| Чемпіонат світу з боротьби серед юніорів 2018  | Україна | жіноча боротьба, до 59 кг | Бронза |
| Чемпіонат Європи з боротьби серед молоді 2021  | Україна | жіноча боротьба, до 62 кг | Золото |